# 会津藩

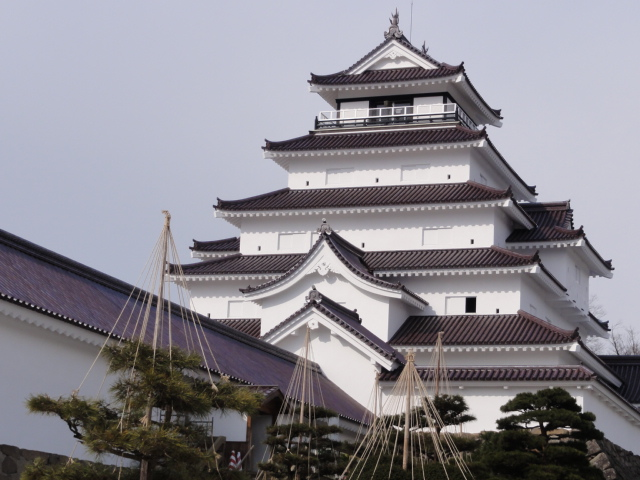
若松城

会津藩（）は、陸奥（後の岩代）会津郡を中心に現在の福島県西部と新潟県および栃木県の一部を治めた藩。別名に会藩。藩庁は若松城（会津若松市）。最大版図は後の陸奥国北会津郡全域と耶麻郡、河沼郡の大部分、大沼郡の一部及び安積郡の一部、越後国東蒲原郡、下野国塩谷郡の一部（三依村)。後の南会津郡全域と河沼郡の一部及び大沼郡の大部分は南山御蔵入領と呼ばれる天領であったが預地として実質的に統治した。別途越後国内にも領地が点在していた（後述の『領地』を参照）。

## 歴史

### 戦国時代

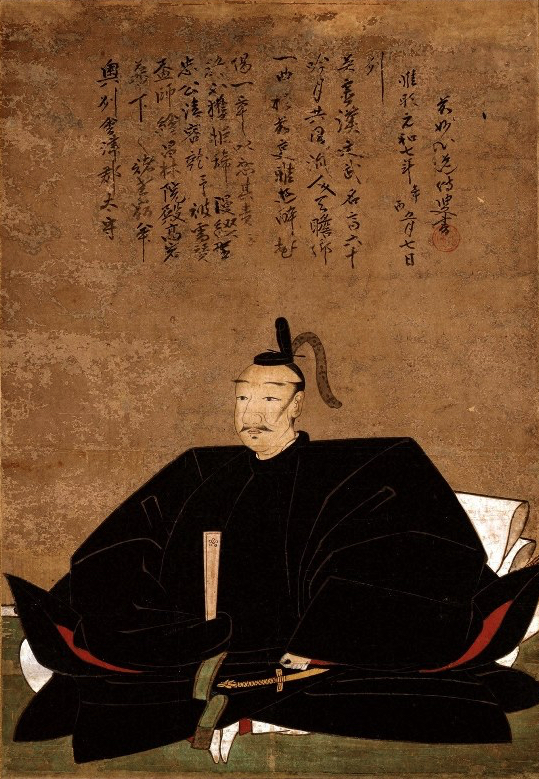
会津の基礎を作った蒲生氏郷

戦国時代、会津地方は後の会津若松である黒川を本拠とする戦国大名の蘆名家の領国であった。蘆名氏は会津守護を自称して勢威をふるったが、後継者争いや家臣団の権力闘争など内紛を繰り返して次第に衰微し、天正17年（1589年）6月5日に蘆名義広が摺上原の戦いで伊達政宗に大敗して、義広は実家の常陸佐竹家を頼って落ち延び、ここに蘆名家は滅亡して会津は政宗の支配下に入り、政宗は黒川を新たな本拠とした。
天正18年（1590年）7月に小田原征伐で北条家を滅ぼした豊臣秀吉は、8月9日に会津黒川に入って奥州仕置を行なう。政宗は小田原征伐に参陣していたものの、前年の合戦が秀吉の出した惣無事令違反と見なされて会津地方及び周辺地域は政宗から没収された。秀吉は仕置において検地や刀狩、寺社政策など諸事を定めて帰洛し、会津には蒲生氏郷が42万石で入部することとなった。後に検地と加増で氏郷は92万石を領有することになる。
氏郷は織田信長にその非凡な才能を評価されて信長の次女・相応院を正室に迎えることを許され、信長没後は秀吉に従い伊勢松坂に12万石の所領を得ていた人物である。秀吉も氏郷の才能を認め、東北の伊達政宗や関東の徳川家康を抑える枢要の地に大領を与えて入部させたのである。
氏郷は黒川を若松と改め、故郷の近江日野から商人や職人を呼び寄せ、城下町の建設、武家屋敷を分離させた町割、7層の天守を持つ城を築いて現在の会津若松の基盤を築いた。
文禄4年（1595年）2月7日に氏郷は死去した。嫡子の蒲生秀行(数え13歳)が跡を継ぎ、家康の娘振姫（正清院） を正室に娶わせた。だが蒲生家中で重臣間の内紛が起こるようになり、慶長3年（1598年）1月、秀吉は家中騒動を理由にして秀行を宇都宮12万石へ減封した。ただし秀行の母、すなわち氏郷の正室が美しかったため、氏郷没後に秀吉が側室にしようとしたが姫が尼になって貞節を守ったことを不愉快に思った説、秀行が家康の娘（三女の振姫（正清院））を娶っていた親家康派のため石田三成が重臣間の諍いを口実に減封を実行したとする説もある。

### 上杉家の時代

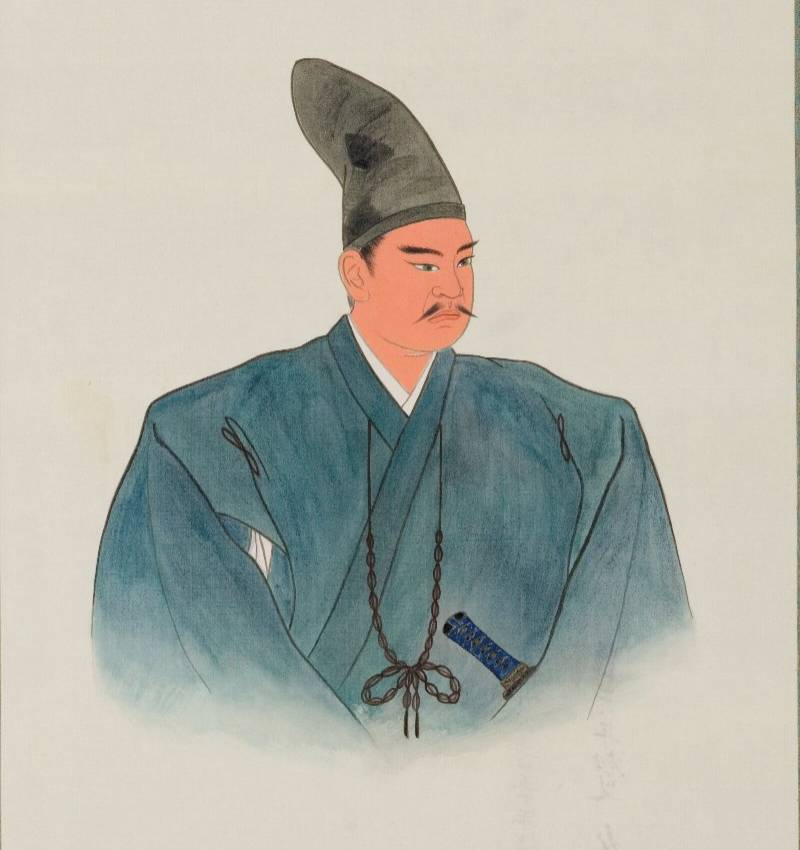
上杉景勝

代わって越後春日山から上杉景勝が入部した。領地は蒲生旧領と出羽庄内に佐渡を加えた120万石であった。景勝は戦国時代に「軍神」の異名をとった上杉謙信の養子（実は甥、生母が謙信の姉仙桃院）である。しかし入部から間もない8月18日に秀吉が死去し、次の覇権を狙って徳川家康が台頭する。これに対抗しようと豊臣家五奉行の石田三成は上杉家の家老である直江兼続に接近し、直江は景勝と慶長4年（1599年）8月に会津に帰国すると、領内の山道を開き、武具や浪人を集め、28の支城を整備するという軍備増強に出た。景勝・兼続主従は慶長5年（1600年）2月から若松城に代わる新たな城として、若松の北西およそ3キロの地点に位置する神指村に神指城の築城を開始した。しかしこの軍備増強は隣国越後の堀秀治や出羽の最上義光らにより家康に報告され、また上杉家中でも和平を唱える藤田信吉が出奔して江戸に落ち延びたため、家康は景勝に弁明を求める使者を出したが景勝は拒絶し、家康は諸大名を集めて会津征伐を開始した。

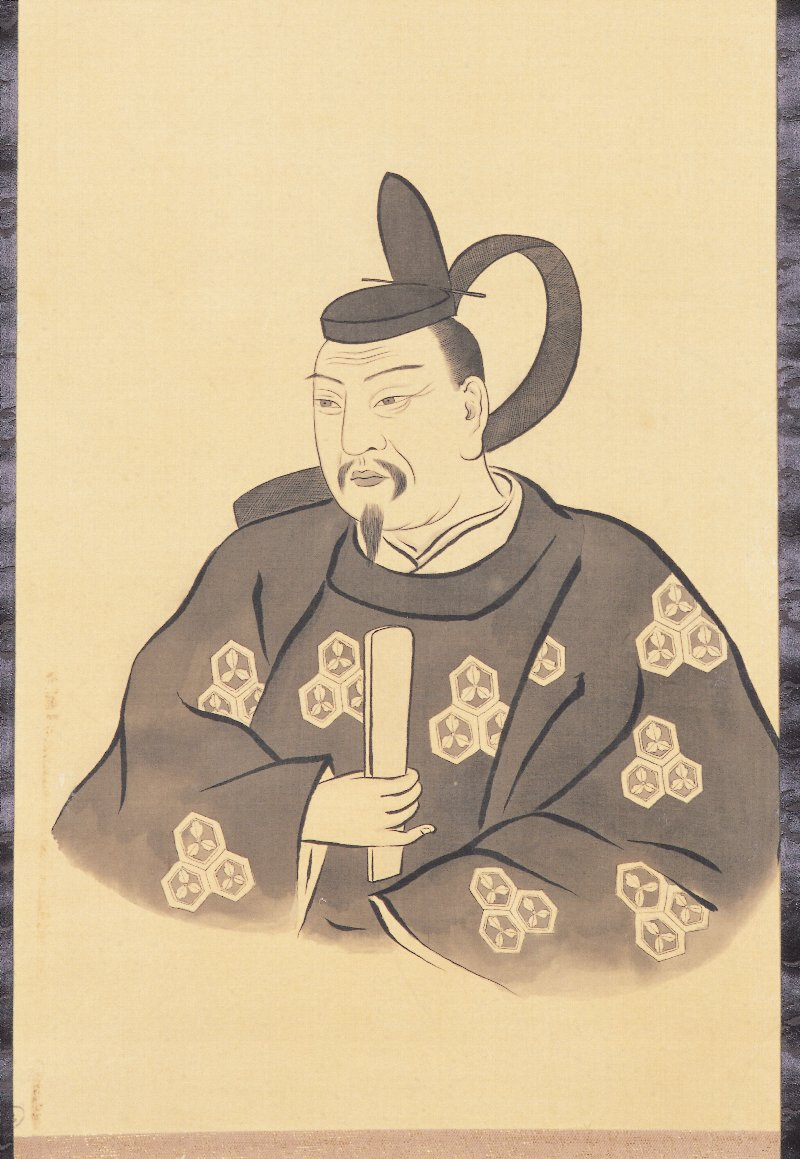
上杉家家老の直江兼続

神指城築城は6月まで続けられたが、家康率いる討伐軍が江戸にまで来たため中止し、白河城の修築が急がれた。7月、下野小山で石田三成らの挙兵を知った家康は、次男の結城秀康や娘婿の蒲生秀行らを宇都宮城に牽制として残し、8月に西上を開始した。直江兼続は家康を追撃しようとしたが、上杉領の北に位置する最上義光や伊達政宗らの攻勢もあって追撃は断念した。9月15日、関ヶ原の戦いで石田三成の西軍は壊滅したため、家康ら東軍の圧勝に終わった。景勝は11月に家康と和睦するために重臣の本庄繁長を上洛させて謝罪させ、自らも慶長6年（1601年）8月8日に結城秀康に伴われて伏見城において家康に謝罪した結果、8月17日に家康は上杉家の存続を許したが、会津など90万石を没収して出羽米沢30万石へ減封した。

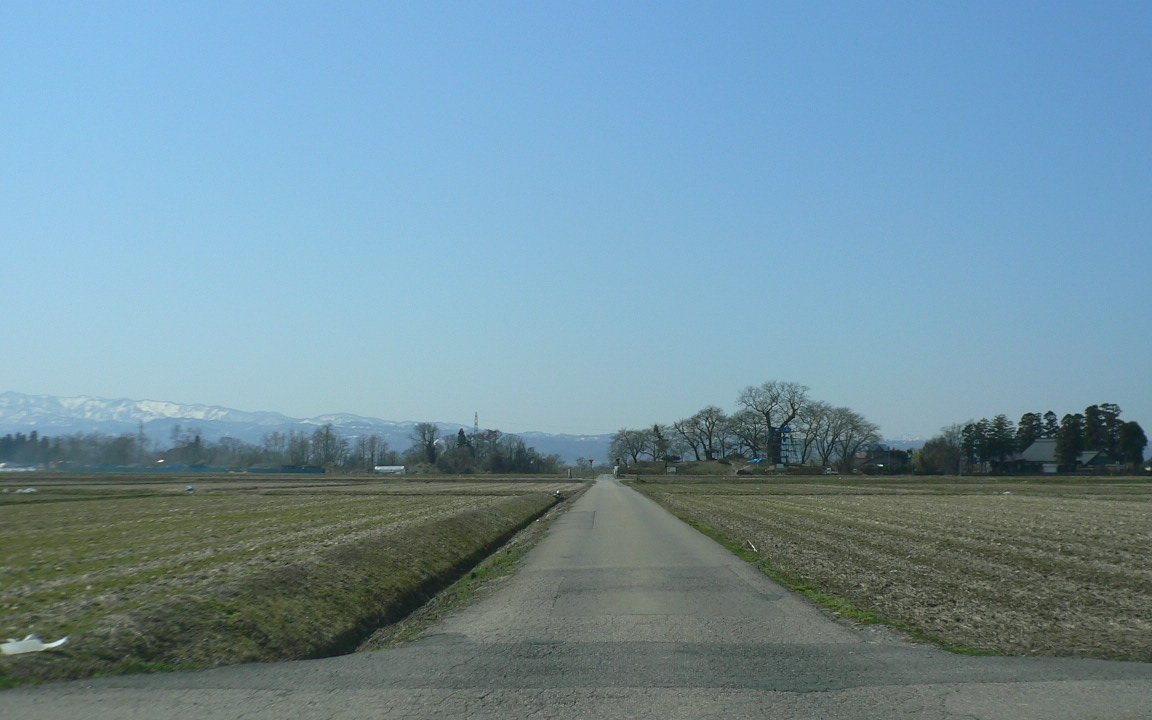
神指城跡周辺

### 蒲生家の時代
慶長6年（1601年）8月24日、景勝に代わって関ヶ原の戦いで東軍に与した蒲生秀行が60万石で入部した。この加増は東軍の中ではトップクラスであり、正室が家康の娘ということが作用したといわれる。一説には景勝の謝罪の遅れに加え、その旧領に武田信吉を入れる構想もあり、会津に誰を入れるかで纏まらなかったが、信吉の病気と景勝の入部経緯から秀行に対して会津を与えられることになったという。
秀行は執政に津川城代2万石の岡重政を任命したが、これが原因で以前から続いていた家中内紛が再燃した。特に三春城代の蒲生郷成に至っては、岡と激しく対立して、遂には出奔するほどだった。しかし、その岡も秀行が死ぬと未亡人となった振姫と対立し、その父である徳川家康の意向によって処刑され、郷成らが呼び戻されることになる（ただし、郷成自身は帰国途中で病死）。
慶長16年（1611年）8月21日には会津地震が藩内を襲った。震源地は柳津町滝谷付近でマグニチュードは7と推定、若松城天守の石垣が崩れ、天守は傾き、城下町では2万戸余が倒壊、死者は3700名に上り、山崩れのために23の村が没したという。秀行は家中内紛と地震のためか、この地震の翌年5月14日に30歳で死去した。
跡を継いだのは秀行と振姫の間に生まれた長男の忠郷で、忠郷は寛永元年（1624年）に将軍家光（従兄弟）、大御所秀忠を江戸屋敷に招くなど幕府との関係を強化した。一方、会津領内の産金は蒲生家再封時代に全盛期を迎え、280万両の採掘が行なわれた。
しかし忠郷は寛永4年（1627年）に25歳で若くして急死する。忠郷には子がおらず会津蒲生家は改易となったが、母が徳川家康の娘であるため、同母弟で出羽上山藩主の忠知を当主として伊予松山へ24万石で減封されて蒲生家の存続は許された。しかし忠知もこの7年後に子が無いまま30歳で急死している。

### 加藤家の時代

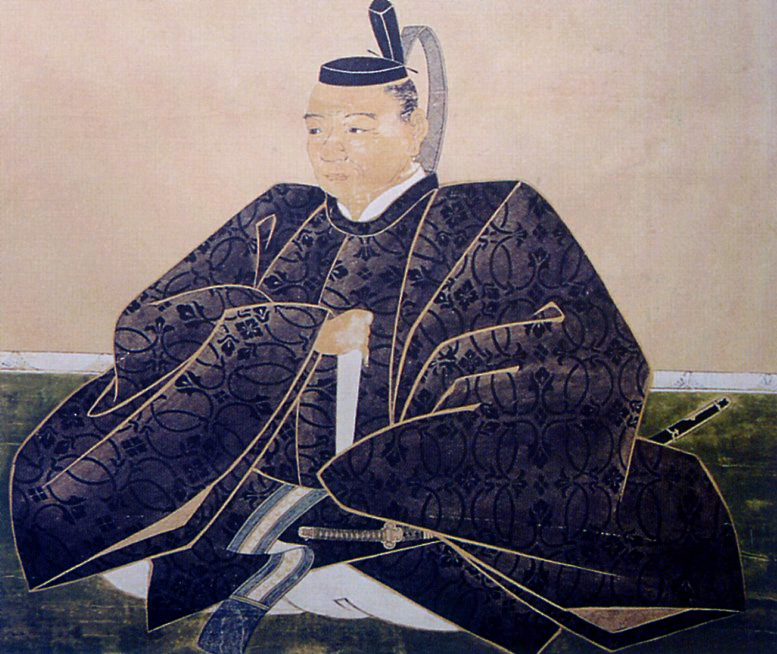
加藤嘉明

寛永4年（1627年）、忠知と入れ替わりで伊予松山から加藤嘉明が倍の加増の40万石で入部した。嘉明は豊臣秀吉の下で賤ヶ岳の七本槍の1人に数えられ、朝鮮出兵では水軍の将として活躍し、関ヶ原の戦いでは本戦で東軍の将として武功を立てた勇将である。この抜擢は縁戚の蒲生家に代わる奥羽の鎮守に信頼に足る人物は誰かと迷っていた大御所秀忠が最初は藤堂高虎を選ぼうとしたが、高虎が辞退して嘉明を推挙したため、秀忠は嘉明を会津に加増して入れたという。ただし所領が倍増されたとはいえ、既に嘉明は65歳の高齢の上、伊予松山で藩政の基礎を固めていたことに加えて、温暖な瀬戸内から寒冷の会津盆地への移封はうれしいことではなかったといわれる。
嘉明は積極的に藩内の整備を行ない、白河街道の整備、蒲生氏郷が名づけた日野町、火玉村を「火」を連想させることから甲賀町、福永村と改名するが、道半ばで寛永8年（1631年）に死去した。
第2代藩主は嫡子の明成が継ぐ。だが寛永13年（1636年）の江戸城手伝い普請における堀の開削費用、蒲生秀行時代の地震で傾いていたままだった自らの居城若松城の天守を5層へ改める工事、出丸工事など多額の出費が相次ぎ、加藤家の財政は逼迫した。このため加藤家は領民にかける年貢を厳しく取り立て、寛永19年（1642年）から翌年にかけて飢饉が藩を襲った際、農民2000人が土地を捨てて他藩に逃げる騒動にまで発展した。また明成は、その激しい気性から嘉明の時代からの家老である堀主水との対立を引き起こし、寛永16年（1639年）4月には堀が一族300余人を引き連れて若松城に向けて発砲し、橋を焼き、芦野原の関所を突破して出奔して激怒した明成が血眼になって主水を追うという御家騒動（会津騒動）にまで発展した。主水は幕府に嘆願してまで高野山に逃げ込んだ。明成は主水の身柄引き渡しを求め、寛永18年（1641年）進退に窮した主水は高野山を下りて3月に江戸に赴き、城の無断改築や関所の勝手な新設など7か条を挙げて、明成を幕府に訴えでた。しかし将軍家光自らの裁断により、主に非があるのは認めたが、それを諌めずあるいは自らの生命をもって諫死せず、主家に叛いて訴え出るのは義に外れており、非は主水にあるとして、主水の身柄は明成に引き渡され、激しい拷問が行なわれて主水は殺害された。
寛永20年（1643年）5月、明成は幕府に会津40万石を返上し、幕府はこれを受けて加藤家から所領を没収して改易としたが、明成の嫡子明友に石見吉永藩1万石を与えて家の存続は許した。この際に加藤家の支藩二本松藩も改易されており、幕府は会津騒動や悪政が原因で改易したとされている。

### 会津松平家の時代

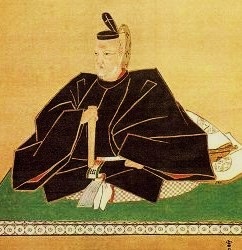
会津松平家初代の保科正之

#### 保科正之の時代
加藤家改易後の寛永20年（1643年）、出羽山形藩より3万石加増の23万石で保科正之が入部し、以後会津藩は会津松平家（保科家）の支配が定着する。会津松平家は幕末までに内高は40万石を突破して、表高より内高が下回ることすらあった徳川御三家の水戸藩より実収入が多い藩となり、藩の軍事力もこれを上回っていた。また、南山御蔵入領5万石も預かり地として任されたが、実質的には会津藩領同様に扱われており、実質28万石といってよかった（28万石では御三家の水戸藩を超えてしまうことからの配慮のためであるとされる）。
保科正之は第2代将軍徳川秀忠の落胤で、第3代将軍家光の異母弟である。家光の信頼を受けて幕政に重きをなした。家光没後、11歳の嫡子家綱が第4代将軍になると、正之は叔父として後見を務めた。正之は大老として江戸で幕政を統括したため、会津に帰国したのは正保4年（1647年）と晩年の数年間のみであった。この間、正之は幕政において明暦の大火における対策で敏腕を発揮しているが、藩政でも手腕を発揮して正之の時代に会津藩の藩政はほぼ確立された。なお、正之は山形藩主時代に保科家の家宝類を保科家の血を引く保科正貞に譲って、徳川一門として認められており、正之は幕府より葵紋の使用と松平姓を称することを許されていたが、正之は保科家の恩義と家臣に対する心情を思いやって辞退した。

#### 保科から松平への改姓
正之の没後、藩主の座は子の正経、そしてその弟の正容が継いだ。正容の時代に姓を松平に改めて葵紋の使用も許され、名実共に徳川一門としての会津松平家が誕生した。この時、歴代藩主の通字も保科家の「正」から「容」に改められることになった。家格は親藩・御家門で、家紋は会津葵を用いた。旗印は漢字1文字で「會」である。

#### 財政危機
第4代藩主の容貞の時代である寛延2年（1749年）に、不作と厳しい年貢増徴を原因として会津藩最大の百姓一揆が勃発する。藩は鎮定する代わりに年貢減免、首謀者の処刑と入牢などを行っている。宝暦年間における会津藩の財政事情は借金が36万4600両であり、毎年4万2200両の返済を迫られていたが財政的に返済は困難であり、藩は農政改革や年貢を定免法に改定するなどして対応するが財政は好転せず、かえって藩の借金を40万両に増やすことになった。明和4年（1767年）には財政再建を任されていた井深主水が俸禄や借金問題から藩を捨てて逃亡するという事件まで起こっており、その後も手形の発行などを繰り返すという自転車操業状態で藩の借金は総額57万両にも及び、会津の藩財政は実質的に破綻しているに近かった。

#### 田中玄宰の藩政改革
第5代藩主容頌は財政危機に対処するため、家老の田中玄宰を登用した。玄宰は保科正之の名家老と称された田中正玄から数えて6代目にあたる人物である。玄宰は殖産興業政策の導入と農村復興、教育の革新による有為な人材の登用や役人の不正の処罰、教化主義による刑罰制度の改正など大規模な藩政改革を断行して成功させた。

#### 会津松平家の血の変遷
田中玄宰の晩年、彼を用いた容頌の死後、跡を継いだ容住が早世し、わずか3歳の容衆が第7代藩主になるという事態になった。玄宰は自らも老齢で容衆を見守ることはできず、また容衆が夭折することで会津松平家が断絶することを恐れ、水戸徳川家の出身で美濃高須藩の養子になった松平義和の三男等三郎を容住の側室の子として貰い受けることで対処した。容衆は玄宰の死から14年後に20歳で嗣子に恵まれずに死去したため、玄宰により生前に万一の事態のために用意されていた等三郎が容敬として第8代藩主を継ぐこととなった。このため保科正之の血統は断絶したが、会津藩は断絶の危機を免れた。なお、容敬も継嗣に恵まれなかったため、甥の容保を婿養子にして跡を継がせている。

#### 北方警備への参加
北方でロシア船が多く来航するようになると、寛政11年（1799年）に幕府は東蝦夷地を幕領化し、各交易拠点に幕府の役人を置くとともに盛岡藩と弘前藩に警備を命じた。文化4年（1807年）には全蝦夷地を幕領とし、このときに仙台藩や会津藩など東北諸藩も警備に当たらせた。その後、文政4年（1821年）、ロシア船の来航が減少し、松前藩による復帰運動もあったことから、幕府は蝦夷地を松前藩の管理に戻した。
しかし、ペリー来航後、幕府は安政2年（1855年）に蝦夷地を再び幕領とし、東北の盛岡藩、弘前藩、久保田藩（秋田藩）、仙台藩が幕府から蝦夷地の警備を命じられた。安政6年（1859年）に幕府が蝦夷地分領政策へ転換すると、東北からは先の4藩に鶴岡藩と会津藩を加えた各藩が蝦夷地の分与を受けた。

#### 戊辰戦争

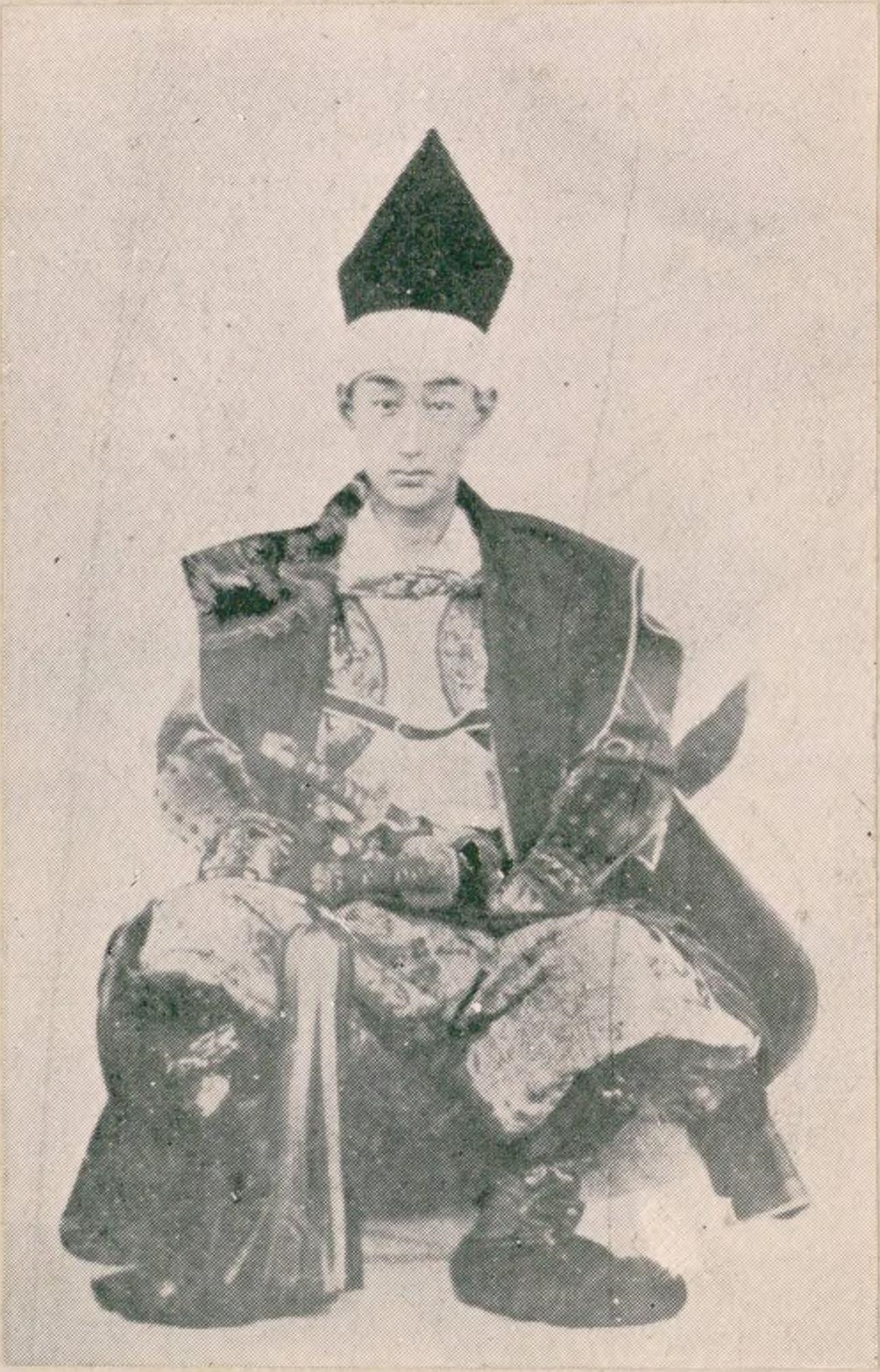
松平容保

会津藩の軍旗にある會文字

第8代容敬は養子藩主であったが、英明な藩主で親政して改革を行ない、幕末における会津藩の基礎を築き上げている。容敬は嘉永5年（1852年）2月に死去し、容保が第9代藩主を継いで 幕末の動乱期を迎えた。
文久2年（1862年）閏8月に容保は京都守護職となり、更に新撰組を麾下に置いて（新撰組は、その後会津戦争まで会津藩の隷下にあった）会津藩士ともども尊攘派志士の取り締まりや京都の治安維持を担った。文久3年、友好関係にあった薩摩藩と連携して、朝廷に強い影響力を持っていた長州藩を八月十八日の政変で追放する。その後に行われた参預会議では、薩摩藩の国父・島津久光が提案する公武合体論に賛同するなどしたが、久光と将軍後見職・徳川慶喜の対立によって会議は瓦解した。
当時、容保は京都守護職を退いていたが、会議崩壊後に復職し、容保の実弟で京都所司代に任命された松平定敬（桑名藩主）、禁裏御守衛総督に任命された徳川慶喜と連携して、政局を動かすほどの立場となった（一会桑政権）。一方で、西南雄藩の国政参加も阻止した為、これまで友好関係にあった薩摩藩とも対立するようになった。元治元年8月、昨年追放された長州藩が挙兵した為、会津藩も出陣して京都で睨み合いとなる（禁門の変）。会津藩は蛤御門で長州藩兵と戦い、敵の突破を阻止した。後に容保は、会津藩を頼りとしている旨が記された「御宸翰」を孝明天皇より賜った。
変後、長州藩の処分を求めて、二度の長州征伐を主導した。完全な武力討伐となった第二次長州征伐では京都の守備を担当する。しかし、出兵した幕府軍は各地で長州軍に撃破され、さらに将軍徳川家茂が大阪城で病没する事態に見舞われる。不利を判断した徳川慶喜によって停戦となったが、征討側の城と領土が逆に占領されるなど事実上の敗戦となった。慶応2年12月（1867年1月）に孝明天皇が崩御、慶応3年10月14日の大政奉還により、江戸幕府が消滅。
慶応3年12月9日には薩摩藩・尾張藩・越前藩・土佐藩・芸州藩の五藩による政変が起こり、王政復古の大号令が発令されて新政府が誕生した。従来の親幕府派であった公家が排除され、王政復古前に復権した長州藩が新政府に加わるなど、今度は会津藩が追放される形となり、大阪城に退いた。そのやり方は皮肉にも、かつて長州藩を追放する為に起こした八月十八日の政変と同じ物であった。
慶応4年、鳥羽・伏見の戦い（戊辰戦争）が勃発すると、桑名藩や旧幕府軍とともに薩長を中心とする新政府軍と戦ったが敗北。この戦の結果、朝廷は会津藩を「朝敵」とした。その後の東北戦線において、会津藩は奥羽越列藩同盟の支援を受け、庄内藩と会庄同盟を結ぶなどして新政府軍に抵抗したが、会津若松城下での戦い（会津戦争）に敗北して降伏した。近年では、列藩同盟総裁中将の役職に松平容保が就いていたとする説もある。

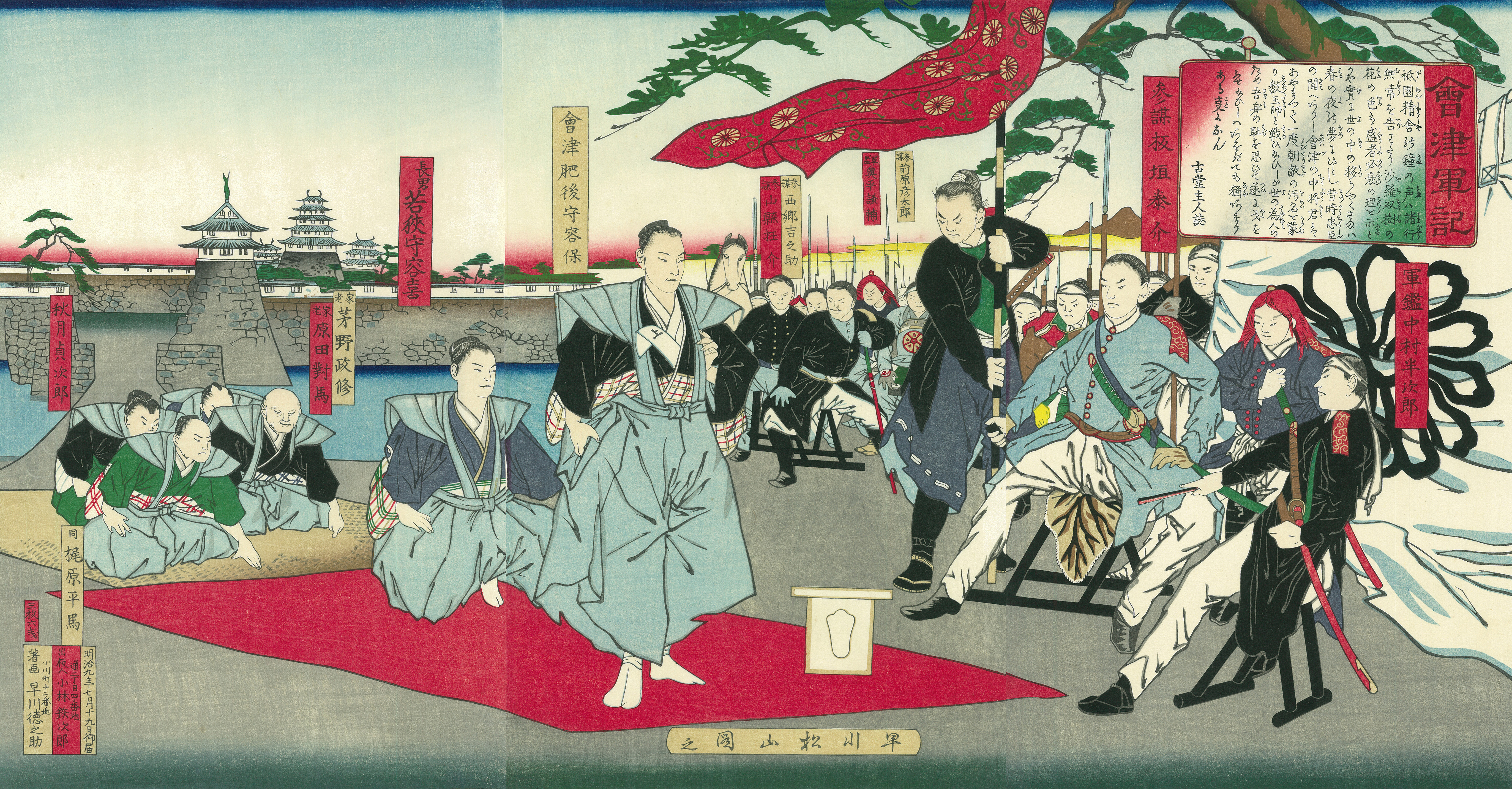
板垣退助と松平容保（会津藩降伏式）

戊辰戦争の直前、及び交戦中には庄内藩とともに、当時のプロイセン王国に対して、駐日代理公使マックス・フォン・ブラントを通じて蝦夷地（北海道）に持つ所領の割譲を提案し、その見返りとして兵器・資金援助や軍事介入を得ようとしていたことが分かっている。普仏戦争の直前で余裕がなかったことからオットー・フォン・ビスマルクによって１度は拒否されたが、3週間後に一転して認可された。このことを密偵の報告によって知った板垣退助ら新政府軍は、早期決戦を決断。9月22日に会津藩は降伏した。その６日後（庄内藩は降伏を申し出てから５日後）にプロイセンから返書が日本に届いたため、明治新政府はこれらの外交文書の有効性を拒否した。一方でガルトネルらによって蝦夷共和国と締結された蝦夷地租借の契約は発効後、一週間を経過してから蝦夷共和国が降伏したため、その後、明治政府が苦難の交渉の上、買い戻している。
板垣退助は会津藩・庄内藩による蝦夷地売却未遂事件によって両藩が非難されることは、日本国民の思想的分断を招くことになりかねないと考え、これを大きく取り上げることを避け、会津藩に対して寛大なる措置を取るよう新政府に求めた。そのため、会津藩は降伏により藩領を没収されたが、藩主の切腹や改易を避けることができ、藩主の容保は鳥取藩預かりの禁錮刑という軽い処分となった。明治新政府は、板垣の意見を容れて会津に対し穏便な措置を取ることに決したが、プロイセンと会津藩との間で締結された『蝦夷地売却契約』が国際法上有効となるのを避けるため、会津藩の後継藩と看做されないよう配慮をするため、転封させ石高も異なる形で斗南藩として陸奥国内に改めて封土を下賜された。明治3年（1870年）5月15日、容大は陸奥国斗南（現在：青森県むつ市）の斗南藩の知藩事とされた。また藩士数名は、アメリカ合衆国カリフォルニア州に移住した。
一方、廃藩置県を前に、会津藩の旧領は明治政府民政局による直轄地とされ、若松城下に明治政府民政局が設置された。明治4年7月14日（1871年新暦8月29日）の廃藩置県では、会津地方は若松県となったものの、明治9年（1876年）8月21日には福島県1876年以前（旧の二本松藩など）と磐前県（旧の磐城平藩と中村藩）と合併され、福島県に入れられた。

### 廃藩置県後
容保の家系からは初代参議院議長の松平恒雄・雍仁親王妃勢津子父子、福島県知事の松平勇雄や、徳川宗家第18代当主徳川恒孝が出ている。元白虎隊兵士の 山川健次郎は戦後にアメリカへの国費留学生に選抜され、 イェール大学で物理学の学位を取得して帰国している。帰国後に日本人として初の物理学教授になった後に東京帝国大学（東京大学の前身）に登用された。その後に理科大学長・総長、九州帝国大学（九州大学の前身）初代総長、私立明治専門学校（九州工業大学の前身）総裁、京都帝国大学（京都大学の前身）総長、旧制武蔵高等学校（武蔵中学校・高等学校の前身）校長、貴族院議員、枢密顧問官を歴任するなど重用された。

## 福祉
会津藩は日本初となる老齢年金制度を創設した藩であった。開始されたのは寛文3年（1663年）で保科正之の時代であり、正之は藩内の90歳以上の老人に対して金銭ではなく米で1日5合、年間では約1石8斗、米俵で4俵半（約270キログラム）を支給した。当時の会津藩で90歳以上の高齢者は町人で男子は4人、女子は7人、村方では140人と合計すると155人以上おり決して少ない負担ではない。また正之は支給すべき者が高齢なため、歩行できたりする健常者は自ら支給を受け取りに来るよう命じたが、健常者でない者は子や孫が受け取りに来ることも認めていた。

## 危機管理
保科正之は凶作による飢饉に備えて明暦元年（1655年）に社倉制度を開始した。これは藩で米を7000俵余り買い入れて各代官に預け、翌年から通常よりかなり低率の2割の利子で困った百姓に貸し付け、その利子で年々蓄えるべき米を増やして凶作の備えとしたのである。また実際に飢饉が起こり、病人や工事人足、新田開発者や火災被害者などには無償で提供する例もあった。保科正之は各村に社倉と呼ばれる倉を創設して収納し、備蓄米は最大で5万俵になり、領内の23箇所に社倉が建設された。

## 江戸時代以前の若松城主

### 蒲生家
91万9千石（1590年 - 1598年）
| 代 | 氏名 | よみ     | 官位・官職          | 在任期間                           | 備考       |
| -- | ---- | -------- | ------------------- | ---------------------------------- | ---------- |
| 1  | 氏郷 | うじさと | 正四位下 参議       | 天正18年 - 文禄4年 1590年 - 1595年 |            |
| 2  | 秀行 | ひでゆき | 従三位 飛騨守・侍従 | 文禄4年 - 慶長3年 1595年 - 1598年  | 先代の次男 |

### 上杉家
120万石（1598年 - 1601年）
| 代 | 氏名 | よみ     | 官位・官職  | 在任期間                          | 備考 |
| -- | ---- | -------- | ----------- | --------------------------------- | ---- |
| 1  | 景勝 | かげかつ | 従三位 参議 | 慶長3年 - 慶長6年 1598年 - 1601年 |      |

## 歴代藩主

### 蒲生家
外様 - 60万石（1601年 - 1627年）
| 代 | 氏名 | よみ     | 官位・官職  | 在任期間                           | 前藩主との続柄・備考 |
| -- | ---- | -------- | ----------- | ---------------------------------- | -------------------- |
| 1  | 秀行 | ひでゆき | 従三位 参議 | 慶長6年 - 慶長17年 1601年 - 1612年 | 再封                 |
| 2  | 忠郷 | たださと | 従三位 参議 | 慶長17年 - 寛永4年 1612年 - 1627年 | 先代の長男           |

### 加藤家
外様 - 40万石　（1627年 - 1643年）
| 代 | 氏名 | よみ     | 官位・官職              | 在任期間                           | 前藩主との続柄・備考 |
| -- | ---- | -------- | ----------------------- | ---------------------------------- | -------------------- |
| 1  | 嘉明 | よしあき | 従四位下 左馬頭         | 寛永4年 - 寛永8年 1627年 - 1631年  |                      |
| 2  | 明成 | あきなり | 従四位下 式部少輔・侍従 | 寛永8年 - 寛永20年 1631年 - 1643年 | 先代の長男           |

### 会津松平（保科）家
親藩 - 23万石（1643年 - 1868年）
| 代 | 氏名 | よみ     | 官位・官職      | 在任期間                                      | 前藩主との続柄・備考                       |
| -- | ---- | -------- | --------------- | --------------------------------------------- | ------------------------------------------ |
| 1  | 正之 | まさゆき | 正四位下 肥後守 | 寛永20年 - 寛文9年 1643年 - 1669年            |                                            |
| 2  | 正経 | まさつね | 従四位下 筑前守 | 寛文9年 - 天和元年 1669年 - 1681年            | 先代の四男                                 |
| 3  | 正容 | まさかた | 正四位下 肥後守 | 天和元年 - 享保16年 1681年 - 1731年           | 先代の弟 初代正之の六男 松平に改姓         |
| 4  | 容貞 | かたさだ | 従四位下 肥後守 | 享保16年 - 寛延3年 1731年 - 1750年            | 先代の三男                                 |
| 5  | 容頌 | かたのぶ | 正四位下 肥後守 | 寛延3年 - 文化2年（享保元年） 1750年 - 1805年 | 先代の長男                                 |
| 6  | 容住 | かたおき | 従四位下 肥後守 | 文化2年 1805年                                | 松平容詮の長男                             |
| 7  | 容衆 | かたひろ | 従四位下 肥後守 | 文化3年 - 文政5年 1806年 - 1822年             | 先代の次男                                 |
| 8  | 容敬 | かたたか | 正四位下 肥後守 | 文政5年 - 嘉永5年 1822年 - 1852年             | 美濃高須藩主松平義和の三男                 |
| 9  | 容保 | かたもり | 正三位 参議     | 嘉永5年 - 慶応4年 1852年 - 1868年             | 先代の甥 美濃高須藩主松平義建の六男        |
| 10 | 喜徳 | のぶのり | 従四位下 若狭守 | 慶応4年 1868年                                | 水戸藩主・徳川斉昭の十五男、徳川慶喜の実弟 |

## 家老

### 会津松平家時代
会津藩では家老を出す家柄を三家（北原、内藤、田中）、六家（簗瀬、西郷、高橋、小原、井深、三宅＋梶原）と呼称する。

### 三家
- 北原家（北原妥女家 2800石） - 北原光次は保科正光、正之に仕えた。一説に正光の庶子といわれる。
- 内藤家（内藤介右衛門家 2200石） - 内藤昌月[注釈 3]の孫の自卓は、保科正之に仕えた。子孫は武川姓を名乗り、後に本家は内藤姓を名乗る。当主の仮名は源助、介右衛門。
- 田中家（田中三郎兵衛家 会津藩内2000石）
田中正玄…玄宰…玄良－玄清

### 六家
- 簗瀬家（梁瀬三左衛門家 2200石） - 梁瀬正真（柳瀬正真）は元最上家家臣で、最上家改易後に正之に仕えた。
- 西郷家（西郷頼母家 1700石・藩主一門） - 称:保科姓
保科正勝（保科正俊の次男）
－正近－正長＝西郷近房（西郷元次の次男・正近の外孫）
近方－近張－近致＝近義－近寧－近光－近思－保科近悳(西郷頼母)＝西郷四郎（会津藩士・志田貞二郎の三男）
- 高橋家（高橋外記家 1300石） - 元鳥居忠政の家臣で、鳥居家改易後に正之に仕える。
- 小原家（小原五郎右衛門家 1200石） - 小原俊胤は保科正俊の娘を娶り保科家に仕えた。俊胤の曾孫の光俊は正之に仕える。
- 井深家（井深茂右衛門家 1000石） - 井深重吉は保科家譜代の家臣で、甲州征伐の際に武田勝頼の人質となっていた保科正光を救出した。孫の重光は正之に仕える。
- 三宅家（三宅孫兵衛家 1400石） - 三宅重直は元鳥居忠政の家臣で、鳥居家改易後に正之に仕える。
- 梶原家（梶原平馬家 1000石） - 甲斐武田家の浪人だった梶原景信は貧しく親を養えず、弟にキリシタンだと嘘の訴えをさせ報奨金を得ようとした。この評判を聞いた正之に召抱えられる。
- 神保家（重臣） - 徳川家に仕えた神保氏張の子・長利は、上杉家、最上家、鳥居家に仕えた後に正之に仕えた。幕末の神保利孝（神保内蔵助）は子孫。
神保内蔵助 - 修理
- 横山家 - 横山光定は九・六騒動により本多家を浪人し、その子常定は会津藩に仕えた。常定の娘栄光院 が、3代藩主正容の寵愛を受けたため横山家も取り立てられた。
横山常元＝常徳（横山常明の二男・常元の甥）＝常守（常徳の養子・常道の遺子）
- 諏訪家（誠訪大四郎家 1700石） - 諏訪頼忠の孫重光は高遠城主の保科正光に仕えた。父は頼定。

## 斗南藩
斗南藩（となみはん）とは、戊辰戦争に際し会津藩・庄内藩が共同で蝦夷地をプロイセンに売却する条約を締結してしまったため、明治新政府は、板垣退助の意見を容れて会津藩に対し穏便な措置を取ることに決したものの、プロイセンと会津藩との間で締結された『蝦夷地売却契約』が国際法上有効となるのを避けるため、会津藩の後継藩と看做されないよう配慮し、会津藩を対外的には「改易した」として藩の不存在を装い、実際には転封させ、石高も異なる形で別の場所に改めて封土を下賜し誕生させた藩。明治2年（1869年）11月3日に松平容保の嫡男・容大に家名存続が許されて成立した、七戸藩を挟む形で現青森県の東部にあった藩である。容大が知藩事に正式に任命されたのは明治3年（1870年）5月15日である。
会津藩を没収された会津松平家は、改めて元盛岡藩（南部藩）領に設置された旧三戸県5万2,339石の内、北郡・三戸郡・二戸郡内に3万石を与えられて立藩した（旧三戸県の残部は江刺県に編入）。斗南藩に与えられた村数、石高は、明治4年に青森県から大蔵省へ送られた文書によると以下の通りである。
| 郡名   | 村数 | 石高(石.斗升合) |
| ------ | ---- | --------------- |
| 二戸郡 | 12   | 3,969.416       |
| 三戸郡 | 50   | 22,048.680      |
| 北郡   | 46   | 8,729.369       |
| 総計   | 108  | 34,747.465      |

ただし、旧会津藩士4700名余が謹慎を解かれたのは翌年の明治3年（1870年）1月5日のことである。当初は三戸藩と称していたが、明治3年6月4日付の七戸藩宛書簡に「猶々藩名斗南藩と唱ヘ候間、以来ハ右藩名ニ而及御懸合候」とあり、名称を斗南藩と改めた。柴五郎によると「斗南」は漢詩の「北斗以南皆帝州」（北斗星より南はみな帝の治める州）からとったもので、この説が広く受け入れられているが、該当する古典漢詩が存在せず、会津藩士秋月悌次郎が慶応元年(1865年)に蝦夷へ左遷された際に詠んだ「唐太以南皆帝州」との類似が指摘されている。一方、当時斗南藩の大属として藩政の中枢にいた竹村俊秀の『北下日記』には「「斗南」トハ外南部ノ謂ナリ」と記されており、当初「外南部」の略称に過ぎなかったものを大義名分に立って「北斗以南」の意義付けが行われたとも解釈される。また葛西富夫は、「南、すなわち薩長政府と斗（闘）う」という意味が隠されているという俗説を紹介している。同年4月18日、南部に移住する者の第一陣として倉沢平治右衛門 の指揮のもと第一陣300名が八戸に上陸した。松平容大は藩士の冨田重光の懐に抱かれて駕籠に乗り、五戸に向かった。旧五戸代官所が最初の藩庁になり、後に現在の青森県むつ市田名部の円通寺に移った。また北海道後志国の歌棄（うたすつ）・瀬棚・太櫓（ふとろ）及び胆振国山越の計4郡も支配地となった。実際に入植したのは50戸あまり、220余人であった。明治3年閏10月までには旧会津藩士約2万人の内、4,332戸1万7,327人が斗南藩に移住したが、若松県内で帰農した者約2,000人を始めとし、残りは族籍を平民に移した。
斗南藩の表高は3万石、内高は3万5000石であったが、藩領の多くは火山灰地質の厳寒不毛の地であり、実際の税収である収納高（現石）は7380石に過ぎなかった。とくに明治3年と同4年は天候に恵まれず、蕨の根まで食べるほどであったという。森林は豊富であったものの、隣藩のように林業を有効活用することが出来なかった。また南部藩時代から元々住んでいた約6万人の領民との軋轢も生じた。とりわけ下北半島に移住した旧会津藩士は苦しい生活を強いられ、その時の体験は柴五郎によって語られている。

その後、斗南藩は明治4年（1871年）7月14日の廃藩置県で斗南県となり、その際斗南県少参事廣澤安任らによる明治政府への建言により、同年9月4日に弘前県・黒石県・七戸県・八戸県・館県との合併を経て青森県に編入され斗南の地名は消滅した。また、二戸郡の一部は岩手県に編入された。青森県発足時点では、会津からの移住人員1万7327人のうち3300人は既に他地域への出稼ぎで離散してしまっており、青森県内には1万4000人余の斗南藩士卒族が残留していた。その後も廃藩置県による旧藩主の上京により、移住してきた者の送籍・離散が相次ぎ、明治7年（1874年）末までには約1万人が会津に帰郷している。北海道で屯田兵となったものもいる。当地に留まった者では、明治5年（1872年）に広沢らが日本初の民間洋式牧場を開設したほか、入植先の戸長・町村長・吏員・教員となった者が多く、子孫からは、北村正哉（元青森県知事）をはじめ衆議院議員、郡長・県会議員・市町村長や青森県内の各学校長などが出ている。明治17年（1884年）の華族爵制の開始に伴い、容大は子爵に叙された。
- 藩主：松平容大（まつだいら かたはる）〔従五位 知藩事〕

## 藩邸および江戸での菩提寺

三田綱坂にあった江戸の下屋敷（写真左側）

文政年間の江戸藩邸は上屋敷は和田倉御門内にあり、中屋敷は源助丁海手に、下屋敷は三田綱坂にあった。また江戸での菩提寺は下谷の臨済宗大徳寺派寺院の円満山広徳寺で加賀藩や常陸国谷田部藩も江戸での菩提寺として使用していた。

## 領地

### 会津藩（幕末）
- 陸奥国（岩代国）
  - 河沼郡 - 181村（ほか幕府領67村を預かる）
  - 会津郡 - 309村（ほか幕府領157村を預かる）
  - 大沼郡 - 57村（ほか幕府領104村を預かる）
  - 耶麻郡 - 242村（ほか幕府領68村を預かる）
  - 安積郡のうち - 11村
- 下野国
  - 塩谷郡のうち - 6村（真岡知県事に編入）
- 越後国
  - 魚沼郡のうち157村（ほか幕府領79村を預かる。柏崎県に編入）
  - 三島郡のうち4村（柏崎県に編入）
  - 蒲原郡のうち221村（一部を新潟県、村上県、黒川県、三日市県、新発田県、村松県に分割編入）
  - 岩船郡のうち59村（村上県に編入）
- 東蝦夷地（根室国。いずれも開拓使直轄領に編入）
  - ネモロ場所（目梨郡）
  - ネモロ場所（標津郡）
- 西蝦夷地（北見国。いずれも開拓使直轄領に編入）
  - モンベツ場所（紋別郡）
  - モンベツ場所（常呂郡）
  - シャリ場所（斜里郡）

上記のほか、京都守護職の役知領が河内国河内郡（8村）、讃良郡（13村）、茨田郡（1村）、交野郡（8村）、若江郡（6村）、和泉国南郡（4村）、日根郡（15村）にあり、河内国内は河内県、和泉国内は堺県に編入された。

### 斗南藩（廃藩時）
- 陸奥国
  - 二戸郡 - 16村
  - 三戸郡 - 67村
  - 北郡 - 48村
- 後志国
  - 太櫓郡
  - 瀬棚郡
  - 歌棄郡
- 胆振国
  - 山越郡